# 杉山優奈
杉山 優奈（すぎやま ゆうな、2002年12月20日 - ）は、日本の元女優。
神奈川県出身。ニチエンプロダクション所属。所属レコードレーベルはユニバーサルミュージックジャパン/Virgin Music。
身長は2016年2月9日時点で145cmだった(参照)。その後も身長は伸びていないようで、2017年には1学年下の内田愛の身長が自身の身長を超えたことをブログで報告している(参照)。

## 人物・来歴
2009年、TBSテレビ『こちら葛飾区亀有公園前派出所』にてデビュー。
2011年3月28日から2015年3月27日まで、NHK教育テレビ『いないいないばあっ!』にて5代目のおねえさん役を務める。2015年4月より『ワンワンわんだーらんど』を担当していたが、2019年3月に卒業。
好きな食べ物はおいなりさんや巻き物、回転寿司。頑張っていることはスイミング。2013年のゴールデンウィークには補助無し自転車に乗れるよう練習したいと語っている。
2015年（平成27年）9月2日、「かまってYO!ね」でCDデビュー。
2022年（令和4年）3月31日、当月末を以って芸能界を引退することを発表した。
2025年（令和7年）6月、シングルマザーであることを公表。3歳の娘がいる。TikTokにて発表。

## 出演

### バラエティ
- いないいないばあっ!（NHK Eテレ、2011年3月28日 - 2015年3月27日） - おねえさん「ゆうなちゃん」
- あつまれ!ワンワンわんだーらんど→ワンワンわんだーらんど（NHK Eテレ、2015年4月26日 - 2019年3月31日） - おねえさん「ゆうなちゃん」
- みんなでつくる『みんチャン!』（TOKYO MX、2016年7月5日 - 2016年12月27日）

### テレビドラマ
- こちら葛飾区亀有公園前派出所 第7話（TBSテレビ、2009年）
- コード・ブルー -ドクターヘリ緊急救命- 2nd season（フジテレビ、2010年） - 上野未来 役
- 愛はみえる〜全盲夫婦に宿った小さな命（フジテレビ、2010年） - 立道聡子（幼少期） 役
- 告発〜国選弁護人（テレビ朝日、2011年） - 中里春子 役
- 松本清張ドラマスペシャル 砂の器（テレビ朝日、2011年） - 吉村妙子 役
- カラスになったおれは地上の世界を見下ろした。（NHK BSプレミアム、2018年） - 中原ちなつ 役

### 映画
- トマトのしずく（2017年） - さくら 役（子供時代）[9]

### 舞台
- TUFF STUFF「放課後戦記2020[10]」（2020年11月18日 - 23日、六行会ホール） - 求邑知歌 役[11]

## ディスコグラフィー

### シングル
1. かまってYO!ね（2015年9月2日発売）
  1. かまってYO!ね
  2. 恋するフォーチュンクッキー
  3. おどるポンポコリン
  4. あったかいんだからぁ♪